# Iglesia de Agios Giorgios (Evrychou)
La iglesia de Agios Giorgios es un templo de la Iglesia ortodoxa chipriota dedicado a San Jorge en la localidad de Evrychou en Chipre. Debido al desalojo del Santo Obispado de Morphou en 1974, esta iglesia se desempeña como Iglesia Metropolitana.
Originalmente, la iglesia (y el cementerio lindero) estaba ubicada más al norte que el actual edificio. En 1886 se construyó el actual edificio, de estilo gótico. La torre fue modificada en 1922 ya que la anterior era más pequeña. Los íconos del presbiterio fueron realizados en 1980.